# Aus fremden Gärten
Aus fremden Gärten ist eine Sammlung bedeutender und interessanter Dichtungen fremder Völker. Diese wurde von Otto Hauser zwischen 1911 und 1921 im Verlag Duncker & Humblot herausgegeben.
Der Verleger Alexander Duncker hatte bereits die Idee zu einer solchen Reihe, konnte sie aber mangels der „passenden“ Mitarbeiter nicht ausführen. Erst seine Nachfolger konnten zusammen mit Otto Hauser u. a. diese Reihe kreieren und sie aus der Taufe heben. Obwohl es sich bei den größeren Werken ausschließlich um Auszüge handelte, war die Literaturkritik begeistert und auch das Publikum war schnell überzeugt. Bemerkenswert ist, dass ungeachtet der politischen Ereignisse, (Erster Weltkrieg), Literaturen verfeindeter Staaten nebeneinander erschienen.

## Werke
1. Li Tai Bo: Gedichte, Bd. 1
2. Algernon Swinburne: Gedichte und Balladen
3. Japanische Utas
4. Biblische Novellen – Ruth, Jona, Esther
5. Serbische Dichter
6. Paul Verlaine: Saturnische Gedichte – Galante Feste
7. Li Tai Bo: Gedichte, Bd. 2
8. Algernon Swinburne: Lieder vor Sonnenaufgang
9. Salomo: Das hohe Lied
10. Jens Peter Jacobsen: Gedichte, Bd. 1
11. Oscar Wilde: Charmides
12. Frederik van Eeden: Ellen – ein Lied vom Schmerz
13. Dante Alighieri: Die göttliche Komödie, Bd. 1
14. Dante Alighieri: Die göttliche Komödie, Bd. 2
15. Oscar Wilde: Die Ballade vom Zuchthaus zu Reading
16. Jens Peter Jacobsen: Gedichte, Bd. 2
17. Multatuli: Parabeln, Bd. 1
18. Multatuli: Parabeln, Bd. 2
19. Gustave Flaubert: Herodias
20. Alfred de Musset: Wovon die jungen Mädchen träumen
21. Gustavo Adolfo Bécquer: Reime
22. Carl Jonas Love Almquist: Ramido Marinesco
23. Carl Jonas Love Almquist: Der Palast
24. Holger Drachmann: Beethoven, 9. Symphonie
25. Holger Drachmann: Er starb und wurde begraben
26. Oscar Wilde: Gedichte, Bd. 1
27. Oscar Wilde: Gedichte, Bd. 2
28. Molière: Sganarell oder der eingebildete Hahnrei
29. Molière: Die lächerlichen Preziösen
30. Molière: Die Männerschule
31. Saadi: Der Fruchtgarten
32. Althebräische Gedichte
33. Bjørnstjerne Bjørnson: Eine grausige Kindheitserinnerung
34. Hélène Swarth: Sonette
35. Charles Van Lerberghe: Ahnungen
36. John Milton: Das wiedergewonnene Paradies, Bd. 1
37. John Milton: Das wiedergewonnene Paradies, Bd. 2
38. Gustavo Adolfo Bécquer: Legenden
39. Stendhal: Waterloo
40. Giovanni Boccaccio: Das Decamerone, Bd. 1
41. Giovanni Boccaccio: Das Decamerone, Bd. 2
42. Henry Wadsworth Longfellow: Evangeline, Bd. 1
43. Henry Wadsworth Longfellow: Evangeline, Bd. 2
44. Dante Alighieri: Die göttliche Komödie, Bd. 4
45. Dante Alighieri: Die göttliche Komödie, Bd. 5
46. Francesco Petrarca: Gedichte
47. Hans Christian Andersen: Märchen, Bd. 1
48. Hans Christian Andersen: Märchen, Bd. 2
49. Francis Vielé-Griffin: Pindar
50. Herodot: Ägyptische Märchen und Mären
51. Benjamin Constant: Adolphe, Bd. 1
52. Benjamin Constant: Adolphe, Bd. 2
53. Hélène Swarth: Lieder und Elegien
54. Rudyard Kipling: Indische Balladen
55. Gustave Flaubert: Felicitas
56. Gustave Flaubert: Die Legende von St. Julian, dem Gastfreundlichen
57. August Strindberg: Gedichte in Vers und Prosa
58. Chinesische Gedichte aus der Hang-, Tang- und Sung-Zeit
59. Oscar Wilde: Gedichte, Bd. 3
60. Oscar Wilde: Gedichte, Bd. 4 (eigentlich ist Band 3 ein Doppelband mit der Nummer 59/60, einen vierten gibt es nicht)
61. Miguel de Cervantes: Der eifersüchtige Estremadurer
62. Charles Baudelaire: Die Blumen des Bösen, Bd. 1
63. Charles Baudelaire: Die Blumen des Bösen, Bd. 2
64. Edgar Allan Poe: Der Rabe
65. Arabische Preisgedichte, Bd. 1
66. Alexander Lange Kielland: Novelletten
67. Holger Drachmann: Gedichte, Bd. 1
68. Johannes Jørgensen: Bekenntnisse
69. Buch der Psalmen, Bd. 1
70. Buch der Psalmen, Bd. 2
71. Albanische Volkslieder
72. Rumänische Märchen, Bd. 1
73. Rumänische Märchen, Bd. 2
74. José Maria Eça de Queiroz: Der Gehenkte
75. Sándor Petőfi: Gedichte, Bd. 1
76. Sándor Petőfi: Gedichte, Bd. 2
77. Maria Konopnicka: Sommernächte. Auf der Weidenflöte
78. Prosper Mérimée Lokis, Bd. 1
79. Prosper Mérimée: Lokis, Bd. 2
80. Rumänische Dichter, Bd. 1 (Vasile Alecsandri, Mihai Eminescu)
81. Milan Ogrizovic: Die edlen Frauen Hassan Agas, Bd. 1
82. Milan Ogrizovic: Die edlen Frauen Hassan Agas, Bd. 2
83. József Kiss: Jüdische Balladen
84. Kálmán Mikszáth: Das Wunderkraut von Lohina, Bd. 1
85. Kálmán Mikszáth: Das Wunderkraut von Lohina, Bd. 2
86. Théophile Gautier: Emaillen und Kameen
87. José Maria Eça de Queiroz: Der Mandarin, Bd. 1
88. José Maria Eça de Queiroz: Der Mandarin, Bd. 2
89. Mehmed Emin: Türkische Gedichte
90. Dante Gabriel Rossetti: Sonette auf Bilder
91. Narcís Oller: Der Vampyr, Bd. 1
92. Narcis Oller: Der Vampyr, Bd. 2
93. Guy de Maupassant: Buffchen, Bd. 1
94. Guy de Maupassant: Buffchen, Bd. 2
95. Frederik van Eeden: Mystische Gesänge
96. Giacomo Leopardi: Gedichte, Bd. 1
97. Giacomo Leopardi: Gedichte, Bd. 2
98. Rumänische Balladen, Bd. 1
99. Rumänische Balladen, Bd. 2
100. François Coppée: Der Wandrer